# Connect-R
Connect-R (Ștefan Relu Mihalache) (Bukarest, 1982. június 9. –) román hiphop- és popzeneénekes.

## Diszkográfiája

### Albumok
- Daca Dragostea Dispare (2007)
- From Nothing to Something (2012)[1]

### Kislemezek
- Dacă dragostea dispare
- Nu-ți pierde dragostea
- Burning Love
- Murderer
- Still
- American Dream
- Ring the Alarm
- Take It Slow
- Vara nu dorm
- Love Is the Way
- Dă-te-n dragostea mea
- Tren De Noapte
- Vanilla Chocolat (a Alexandra Stan)[2]